# توفيق السويدي
توفيق السويدي ثم الدوري ( 1308 - 1388هـ‍ / 1892 - 1968 م ) سياسي ووزير عراقي ورئيس وزراء العراق في عهد المملكة العراقية.

## الولادة والنشأة
ولد توفيق السويدي في بغداد، وترجع أصولهُ إلى عشيرة البومدلل من عشائر الدور ويرجع نسب هذه العشيرة إلى جدهم الأكبر العباس عم (النبي محمد). ولقد رحل جده من الدور إلى بغداد، وتتلقب عائلته بالسويدي نسبة إلى جدهِ الأكبر عبد الله السويدي ونسبة إلى خال عبد الله السويدي أحمد السويد ووثق نسب عبد الله السويدي أمام القاضي في بغداد، المفتي الشيخ عبد الرحمن الرحبي سنة 1567م.
ولقد سجن توفيق السويدي بعد ثورة 14 تموز 1958 في العراق ثم عفي عنه عام 1961، وغادر العراق وعاش في لبنان إلى أن توفى فيهِ عام 1968.
وآل السويدي اشتهر رجالها بالعلم والأدب والإفتاء والتدريس، فتوفيق الابن الثاني للشيخ  يوسف أفندي السويدي أحد رجال ثورة العشرين، وأحد قضاة العراق وعند قيام الحياة النيابية في العراق عين عضوا بمجلس الأعيان واختير أول رئيس لمجلس الأعيان في العراق في 16 تموز 1925 وجدد انتخابه حتى 16  تموز 1929.
والأستاذ توفيق السويدي شقيق ناجي السويدي رئيس وزراء العراق  وعارف السويدي والدكتور شاكر السويدي.
ولقد شارك في فترة شبابه مع عدد من الشباب القوميين العرب بتأسيس جمعية العربية الفتاة التي طالبت بنيل العرب استقلالهم عن الدولة العثمانية.

## مناصبه السياسية
تولى منصب رئاسة الوزراء في العهد الملكي في العراق حيث كان رئيساً للوزراء في أربع حكومات في السنوات 1929، 1930، 1946، 1950.
شغل السويدي مناصب وزارية أخرى عندما لم يكن رئيساً لوزراء كمنصب وزير التعليم وكذلك منصب وزير الخارجية حيث شغل منصب وزير الخارجية في حكومة الاتحاد الهاشمي بين العراق والأردن في عام 1958 علماً بأن الاتحاد الهاشمي دام لأشهر قليلة عندما قامت الثورة بالعراق في 14 تموز عام 1958م.

## وصلات خارجية
- توفيق السويدي على موقع مونزينجر (الألمانية)

- توفيق السويد في وجوه عراقية عبر التاريخ